# Leif Olsson (arkitekt)
Leif Viktor Olsson, född 30 april 1920 i Västerlanda församling, Göteborgs och Bohus län, död 14 januari 2016 i Stockholm, var en svensk arkitekt. Han ingick 1954 äktenskap med Marguerite Husberg.
Olsson, som var son till fabriksarbetare Viktor Olsson och Emma Jonasson, avlade studentexamen i Göteborg 1940 samt utexaminerades från Chalmers tekniska högskola 1946 och från Kungliga Konsthögskolan 1953 och var därefter arkitektstipendiat vid Svenska institutet i Rom 1954–1955. Han anställdes hos arkitekt Cyrillus Johansson 1946, hos arkitekt Nils Tesch 1950, vid Byggnadsstyrelsen 1955 och innehade egen arkitektfirma från 1957. Han var expert i statens nämnd för samlingslokaler från 1958, 1956 års civilförsvarsskoleutredning (inrikesdepartementet), slöjdlärarutredningen (ecklesiastikdepartementet) 1959–1960. Han tilldelades Kungliga Konsthögskolans medalj.